# Harry van der Hulst
Harry van der Hulst (ur. 1953) – holenderski językoznawca. Specjalizuje się w fonologii.
Jest absolwentem Uniwersytetu w Lejdzie, gdzie kształcił się w zakresie niderlandystyki, lingwistyki ogólnej i filozofii języka/logiki. W 1984 r. otrzymał na tejże uczelni stopień doktora, broniąc rozprawę pt. Syllable structure and stress in Dutch.
W latach 1977–1985 był czynny w Holenderskim Instytucie Leksykologii, a w 1986 r. został zatrudniony na Uniwersytecie w Lejdzie. W 1994 r. objął stanowisko profesora nadzwyczajnego w Holenderskim Instytucie Lingwistyki Generatywnej, a w latach 1996–1999 sprawował funkcję dyrektora. W 2000 r. został profesorem lingwistyki na Uniwersytecie Connecticut.

## Publikacje (wybór)
- Asymmetries in vowel harmony. A representational account (2018). ISBN 978-0-19-881357-6. Oxford University Press.
- Phonological typology (2017). [w:] The Cambridge Handbook of Typological Linguistics (ISBN 978-1-107-09195-5), Cambridge University Press.
- Word stress: Theoretical and typological issues (2014). ISBN 978-1-107-03951-3. Cambridge University Press.
- Deconstructing stress (2012). „Lingua” 122, 1494-1521.
- Recursion and human language (2010). ISBN 978-3-11-021924-1. Mouton de Gruyter.
- The phonological structure of words. An introduction (współautorstwo, 2001). ISBN 978-0521359146. Cambridge University Press.
- The syllable: Views and facts (współautorstwo, 1999). ISBN 978-3-11-016274-5. Mouton de Gruyter
- Word prosodic systems in the languages of Europe (1999). ISBN 978-3-11-015750-5. Mouton de Gruyter
- Units in the analysis of signs (1993). „Phonology” 10(2), 209–241.
- Syllable structure and stress in Dutch (1984). ISBN 978-9067650373. Foris Publications.
- The structure of phonological representations (współautorstwo, 2 tomy, 1982). ISBN 978-90-70176-54-9. Foris Publications.